# Betula alnoides
Betula alnoides är en björkväxtart som beskrevs av Buch.-ham. och David Don. Betula alnoides ingår i släktet björkar, och familjen björkväxter. Inga underarter finns listade.
Arten förekommer i Himalaya och angränsande regioner i Kina, Indien, Bhutan, Nepal, Myanmar, Thailand, Laos och Vietnam. Arten växer i bergstrakter mellan 500 och 3000 meter över havet. Trädet ingår vanligen i skogar med ekar, arter av släktena Lithocarpus, Calophyllum, Machilus, Canarium och med Alnus nepalensis. Den hittas ofta nära vattendrag. I vissa regioner utvecklar arten nya skott medan de gamla bladen finns kvar.
För beståndet är inga hot kända. Hela populationen anses vara stabil. IUCN listar arten som livskraftig (LC).